# Bosque de pino-encino (Puebla)

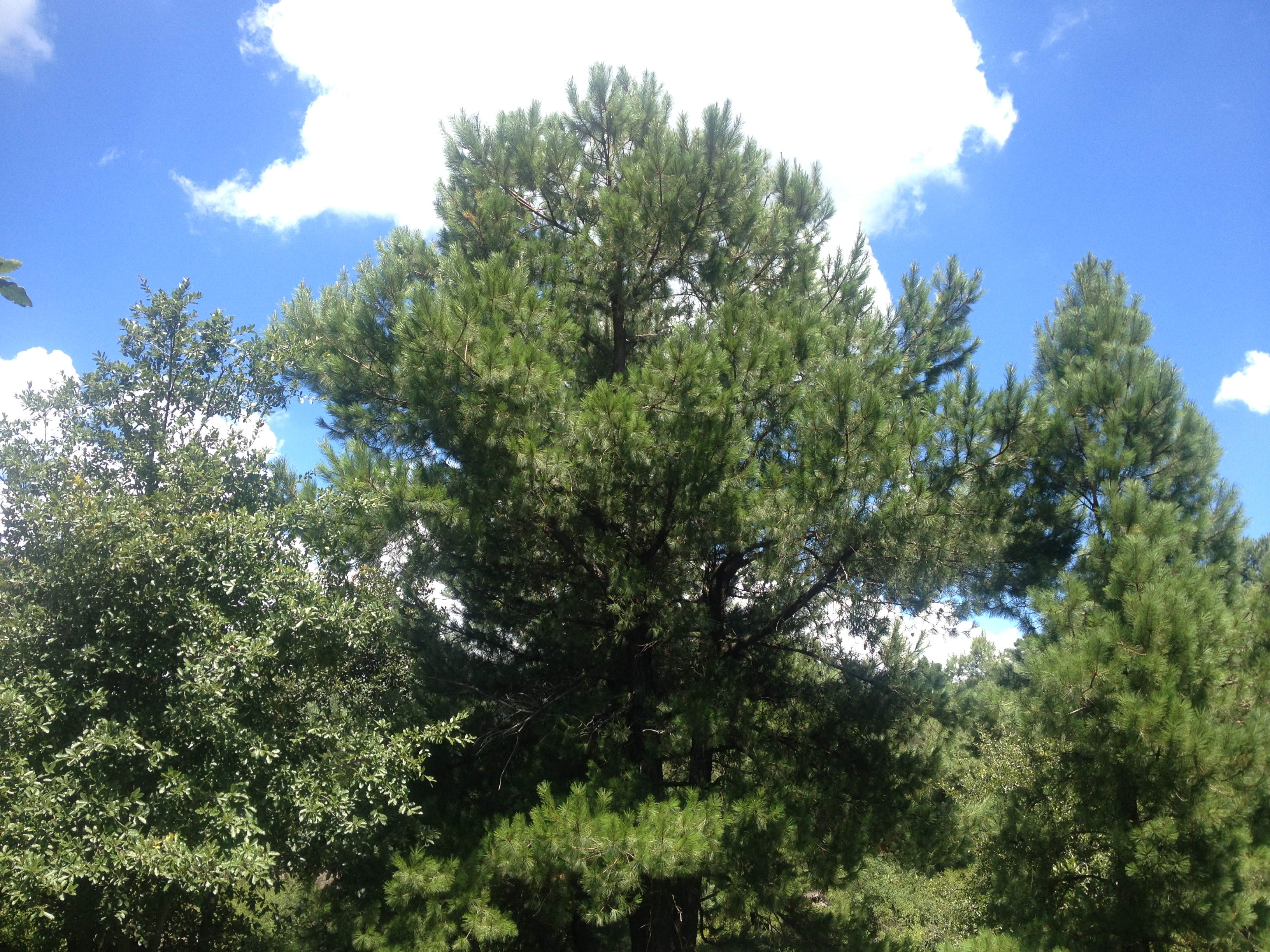
Pinos y encinos conviven en los bosques de Puebla.

Este artículo describe los bosques madrenses de pino-encino del estado de Puebla, en México. Se trata de bosques mixtos que conforman el grueso de los bosques de clima templado de México y Centroamérica. Según estimaciones gubernamentales, existen en Puebla aproximadamente 133,318 hectáreas de bosque de encino; 98,499 ha de bosque de pino; así como 98,383 ha de bosque de pino-encino.

## Preámbulo
México se ubica en un área de contacto de las floras boreal y tropical. Debido a sus características geográficas, climas, orografía, geología y suelos, presenta una gran diversidad florística y de tipos de vegetación. La diversidad que existe de estos factores ecológicos explica que en México se observen casi todas las formaciones vegetales descritas a nivel mundial.
La diversidad de comunidades vegetales se debe no sólo a las características de tipo ecológico, sino también a aspectos histórico-evolutivos. El hecho de que el país se encuentre en el área de contacto de las floras boreal y tropical permite el desarrollo de comunidades en donde ambas floras luchan por sobresalir, habiéndose desarrollado además comunidades de origen autóctono.
La distribución de la vegetación en México está condicionada, principalmente el clima, aunque, la naturaleza geológica, edáfica o topográfica del lugar, juegan un papel de importante.

## Características
Aunque este tipo de bosque puede encontrarse sobre distintos tipos de suelo, aproximadamente el 90% de los suelos poblanos son jóvenes y de escaso desarrollo, como el regosol y el cambisol; así que es aquí donde se desarrolla el grueso de los bosques de pino-encino del estado.
El bosque de pino-encino es un bioma caracterizado por la abundancia de ciertas especies de pino y encino, géneros Pinus y Quercus respectivamente. En Puebla, se desarrolla principalmente en zonas de clima templado subhúmedo con lluvias en verano; con temperaturas medias anuales entre los 14 y 18 °C; con precipitaciones anuales entre los 700 y 1500 mm; y a altitudes entre los 1600 y 3000 m s. n. m.. 
Los espacios físicos que cuentan con estas características son 
- las laderas occidentales de la Sierra Madre Oriental, _Sierra Norte_ - Bosque húmedo y fresco - Elevaciones moderadas (2,000-3,300 msnm) - Suelos fértiles y clima templado
- el Eje Neovolcánico, _Sierra Nevada (Iztacihhualt-Popocatepelt)-Malinche Bosque de pino-encino - Elevaciones moderadas a muy altas (2,100-4,000 msnm) - Suelos pobres y clima frío y seco
- así como pequeñas zonas de la Sierra Madre del Sur _Sierra de Zongolica-Sierra Negra (Pico de Orizaba)_ - Bosque de pino-encino - Elevaciones moderadas a muy altas (2,200-4,200 msnm) - Suelos pobres y clima frío y seco.[3]

## Flora

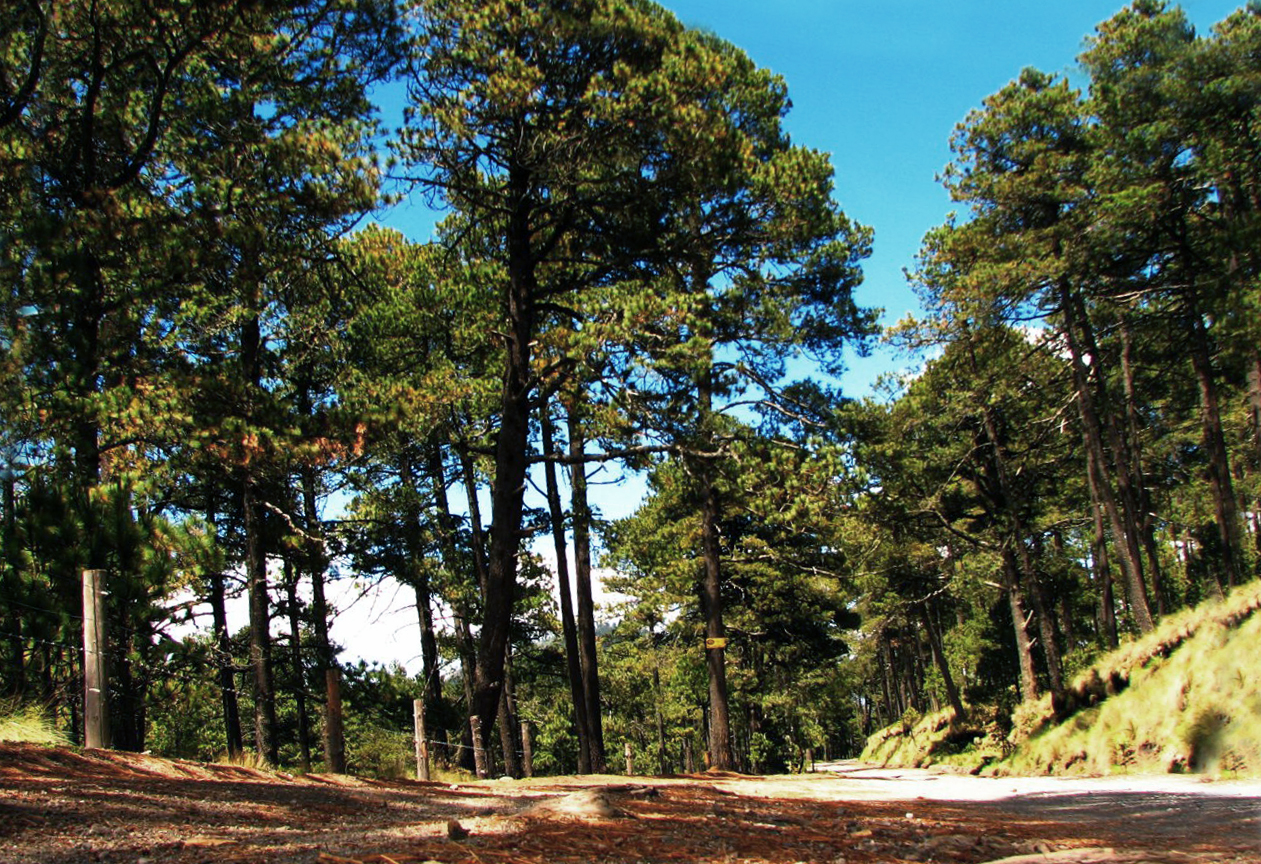
Ocotes blancos en el parque nacional Izta-Popo Zoquiapan

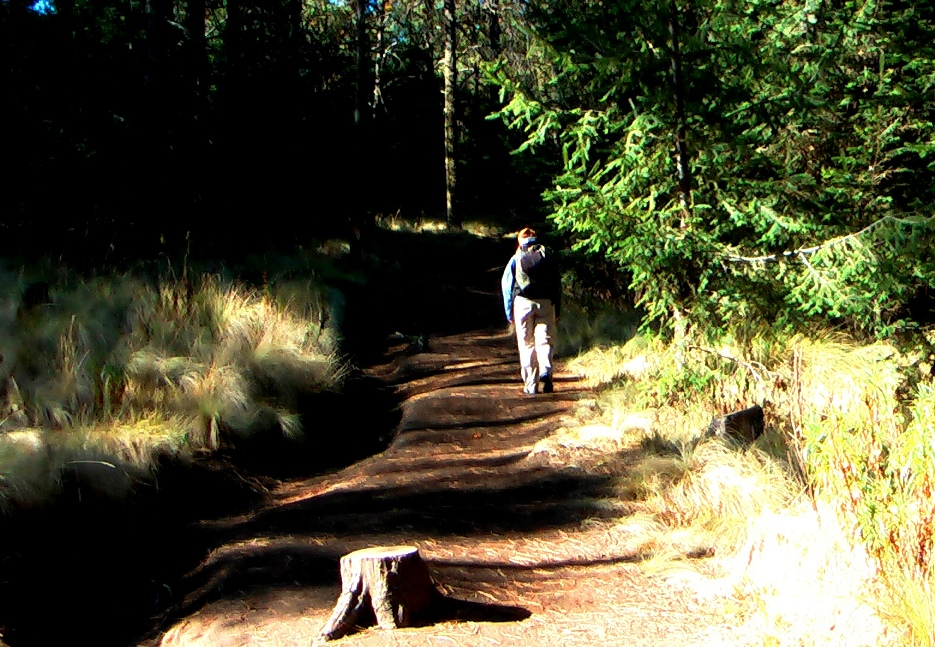
Zacatones y oyameles en el bosque del volcán La Malinche o Matlalcueye

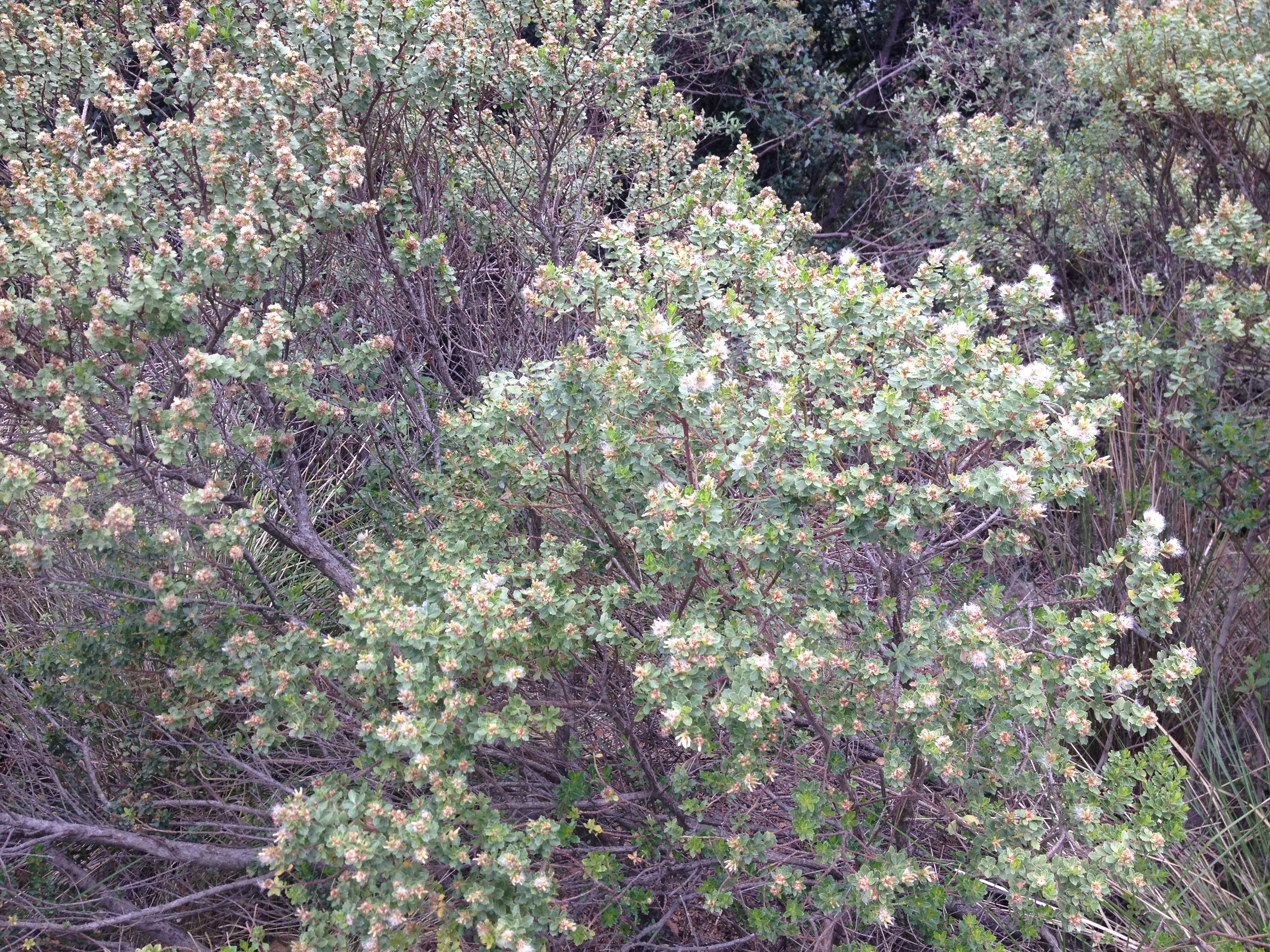
Escobilla en el cerro El Tintero (Acajete)

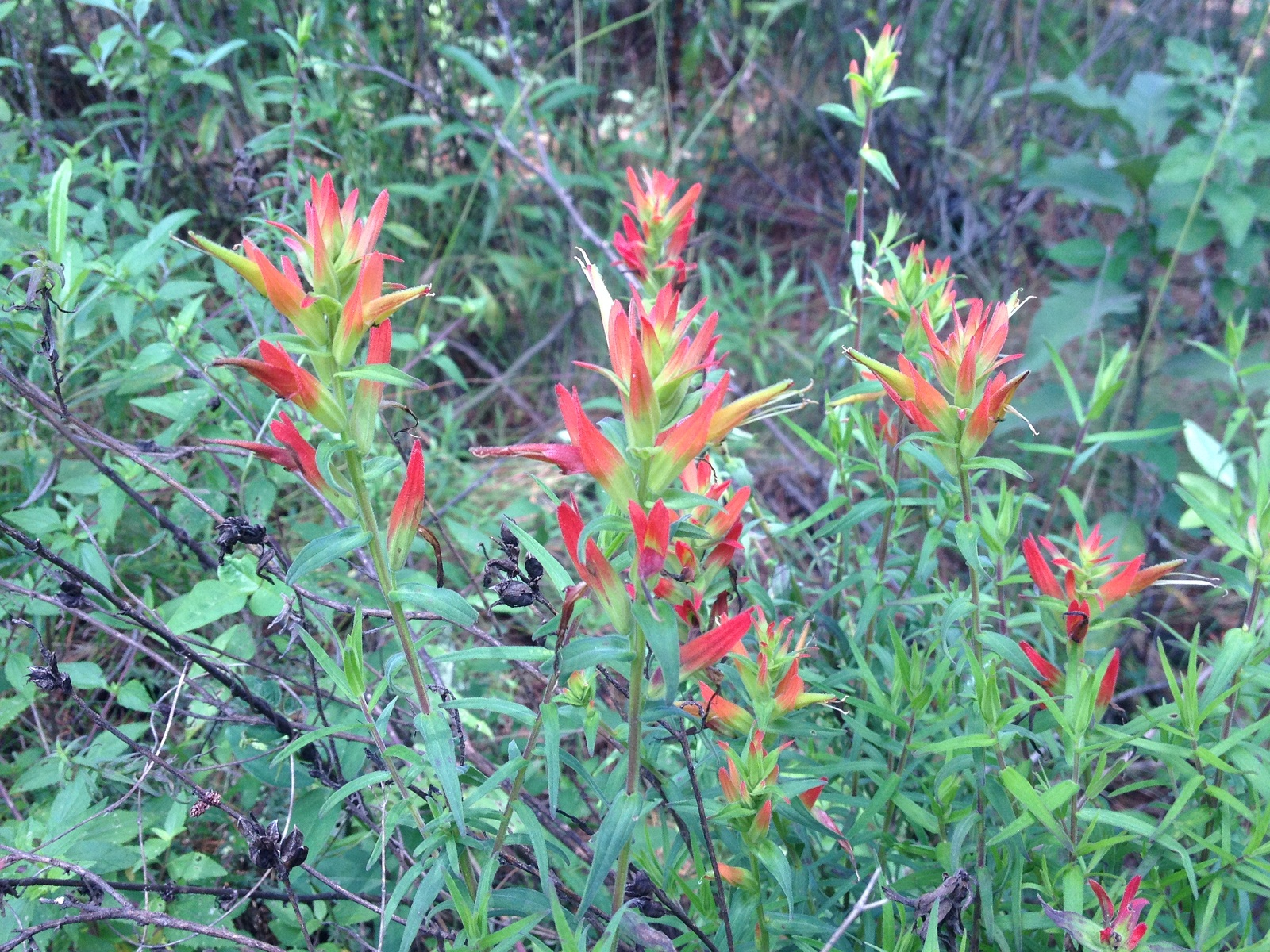
Cola de borrego en el Malpaís de Nealtican (Tianguismanalco)

### Ocotes
Del género Pinus contamos 18 especies, entre más de treinta potencialmente presentes. Para su estudio las agrupamos en tres regiones.

#### Región Norte
(Sierra Norte, Sierra de Quimixtlán, Sierra de Zongolica):
- 1. Pinus pseudostrobus (Ocote blanco, Ocote Prieto)
- 2. Pinus oocarpa (triste Ocote)
- 3. Pinus cembroides (Teoztle)
- 4. Pinus greggii (Tecocoyotle)
- 5. Pinus sargentii (Ocote de Sargent)
- 6. Pinus pringlei (Teoztle de Pringle)

#### Región Volcanes
(Popo-Izta, Malinche)
- 1. Pinus patula (Ocote patula, Pino llorón u ocote colorado)
- 2. Pinus hartwegii (Teocote de Hartweg, Ocote blanco)
- 3. Pinus maximinoi (Ocote de Maximino)
- 4. Pinus nelsonii (Ocote de Nelson)
- 5. Pinus lawsonii (Tecoztle)
- 6. Pinus cooperi (Tecopinole)

#### Región Sur
(Sierra Negra, Valle de Tehuacán):
- 1. Pinus montezumae (Ocote montezuma)
- 2. Pinus leiophylla (Teoztle chino)
- 3. Pinus teocote (Teocote)
- 4. Pinus rudis (Ocote rojo)
- 5. Pinus tecunumanii (Ocote de Tecun Uman)
- 6.  Pinus ayacahuite (Ayacahuite)

### Tecuanis
Del género Quercus 26 han sido reportadas en puebla:

#### Zona de baja altitud
(menos de 1,500 msnm)
- 1. Quercus candicans - Tecuani blanco de hoja ancha
- 2. Quercus crassifolia (Tecuani colorado)
- 3. Quercus crassipes - Tecuani tesmolillo
- 4. Quercus fulva
- 5. Quercus laeta
- 6. Quercus sapotifolia

#### Zona de altitud media
(1,500-2,500 msnm)*
- 1. Quercus eduardii
- 2. Quercus elliptica
- 3. Quercus gentryi
- 4. Quercus leiophylla
- 5. Quercus magnoliifolia
- 6. Quercus microphylla
- 7. Quercus mollis
- 8. Quercus obtusata
- 9.  Quercus polymorpha - Tecuani polimorfo
- 10. Quercus rysophylla
- 11. Quercus scytophylla - Tecuani blanco

#### Zona de alta altitud
(más de 2,500 msnm)
- 1. Quercus glabrescens - Tecuani prieto
- 2. Quercus pacifica
- 3. Quercus resinosa
- 4. Quercus rugosa - Tecuani quiebra hacha
- 5. Quercus salicifolia
- 6. Quercus urbanii
- 7. Quercus vaseyana
- 8. Quercus verbixarrosa
- 9. Quercus mexicana

### Otras especies
Además pinos y encinos, en estos bosques se encuentran con frecuencia las siguientes especies arbóreas:
- De Coníferas_
  - 1. Abies religiosa (Oyamel)
  - 2. Cupressus lindleyi (Cedro blanco)
  - 3. Cupressus lusitanica (Ciprés)
  - 4. Cupressus benthamii
  - 5. Chamaecyparis sargentii (Ciprés de sargent)
  - 6. Juniperus deppeana (Sabino, Tzompantli)
  - 7. Juniperus flaccida (Sabino flácido)
  - 8. Taxus globosa (Tejo mexicano)
  - 9. Taxodium mucronatum.

otras coníferas
(teozotle ichocote):
Sierra Norte
- 1. Tsuga mexicana - Oyamelillo (endémico)
- 2. Cupressus arizonica - Tlapalcuahuitl tla-arizon (también en Volcanes)
- 3. Juniperus deppeana - Tecopatl (todo Puebla)
- 4. Juniperus zanonii - Tecopatl tla-zanon (todo Puebla)
- 5. Taxodium mucronatum - Ahuehuete (todo Puebla)

Volcanes (Sierra Nevada)
- 1. Abies hickelii - Oyamel tla-hickel (endémico)
- 2. Cupressus benthamii - Tlapalcuahuitl tla-bentham (también en Sierra Norte)
- 3. Podocarpus matudae - Ahuahuitl (también en Sierra Norte)
- 4. Abies religiosa - Oyamel (todo Puebla)
- 5. Taxus globosa - Tetzahuitl (todo Puebla)

Sierra Negra
- 1. Juniperus standleyi - Tecopatl tla-standley (también en Sierra Norte)
- 2. Juniperus monticola - Tecopatl tepelt (también en Sierra Norte)
- 3. Juniperus nana - Tlapaloni (todo Puebla)
- 4. Juniperus flaccida - Tecopanquahuitl (todo Puebla)
- 5. Cupressus lindleyi - Tlapalcuahuitl (todo Puebla)

1. Arbutus xalapensis (Madroño, Xalxócotl)
2. Alnus jorullensis (Aile, Atl)
3. Juglans mexicana (Nogal mexicano, Nuez de la tierra)
4. Ilex tolucana (Acebo de Toluca)
5. Cornus disciflora (Corniso de hoja ancha)
- En los estratos inferiores suelen encontrarse diversas especies de arbustos, matas, flores y pastos, entre ellos:

- Escobilla (Baccharis conferta)
- Tepozán (Buddleja cordata)
- Azomiate (Barkleyanthus salicifolius)
- Árbol amargo (Garrya laurifolia)
- Nopal (Opuntia ficus-indica)
- Maguey (Agave salmiana)
- Cola de borrego (Castilleja tenuiflora)
- Mirto o hierba del burro (Salvia elegans)
- Barba de chivo (Stipa ichu)
- Zacatón (Muhlenbergia macroura)

También podrían ser:
- Yerba del cáncer (Pluchea symphytifolia)
- Hierba de San Juan (Hypericum punctatum)
- Flor de mayo (Ceanothus coeruleus)
- Zacate lima (Elyonurus barbiculmis).

- En los bosques de pino-encino de Puebla, también se pueden encontrar musgos, hepáticas y epifitas. Algunas especies que podrían encontrarse en esta región incluyen:

- Musgos:

- Sphagnum spp. (musgo de turbera)
- Hypnum spp. (musgo de roca)
- Rhodobryum spp. (musgo de bosque)
- Hepáticas:

- Marchantiophyta spp. (hepáticas)
- Riccia spp. (hepáticas de roca)
- Plagiochasma spp. (hepáticas de bosque)
- Epifitas:

- Tillandsia spp. (tillandsias)
- Bromelia spp. (bromelias)
- Orchidaceae spp. (orquídeas)
- Peperomia spp. (peperomias).

## Situación en 2016
En México la mayor parte de este tipo de bosques ha sido intensamente explotada con fines maderables como la extracción de trozas, leña y carbón; también ha sido talada para dar paso a la agricultura o para inducir pastizales para alimentar ganado bovino y equino.
La agricultura ocupa aproximadamente el 45% de la superficie del estado de Puebla. Esto significa que los bosques, al ir cediendo el paso a las tierras de cultivo, han ido fragmentándose. Esto es muy notorio en el Valle de Puebla-Tlaxcala, una zona densamente poblada, bastante llana y de suelo muy fértil, donde las áreas boscosas se han visto reducidas a los cerros (Teotón, Tecajete, Cerro de las Mendocinas, Flor del Bosque etc.) y las cañadas. En contraste, la mayoría de los parques urbanos o espacios naturales anteriormente deforestados —como el cerro Zapotecas— consta de zonas reforestadas con flora no nativa, como eucalipto, laurel de la India, jacaranda o palmera pindó. Todo esto pone en jaque la persistencia de los bosques de pino-encino poblanos y su fauna.

## Áreas Protegidas
Podemos contar al menos 9 áreas protegidas que abarcan el bosque de pino-encino en Puebla:
1. Parque Nacional Cofre de Perote
2. Parque Nacional La Malinche
3. Reserva de la Biósfera Tehuacán-Cuicatlán
4. Área de Protección de Recursos Naturales Cerro del Cuatlapanga
5. Área de Protección de Recursos Naturales Cerro del Tenizho
6. Ejido de San Miguel Canoa
7. Comunidad de San Mateo Ozolco
8. Parque Nacional Iztaccíhuatl-Popocatépetl
9. Parque Estatal Flor del Bosque